# Dodecafonism
Dodecafonismul, dodecafonia sau (mai rar) sistemul dodecafonic (grc. dodeka phonoi, „douăsprezece sunete”) reprezintă o tehnică de compoziție prin care celor douăsprezece sunete ale gamei cromatice li se acordă aceeași importanță, numărul de apariții al oricăror două sunete într-o partitură construită astfel fiind egal. Tehnica a fost inventată de Arnold Schönberg în jurul anului 1924 și este cel mai adesea corelată cu mișcarea expresionistă în muzică, deși sunt cunoscute manifestări semnificative ale ei în afara contextului respectiv.
Înainte de Schönberg, și alți compozitori, precum Max Reger și Richard Strauss, au folosit serii dodecafonice. Chiar și în opera Idomeneo a lui Mozart există un pasaj în care apar consecutiv patru acorduri de trei sunete, care conțin toate cele 12 sunete ale gamei cromatice.
Dezvoltarea dodecafonismului aduce o contribuție semnificativă pe linia atonalismului, tehnică prin care se evită relațiile armonice (acordice) specifice tonalității sau sistemelor modale.
Dodecafonismul este o etapă evoluată a atonalismului, care constă în folosirea celor 12 sunete ale gamei cromatice – gama dodecafonică – încadrate într-un sistem având ca element ordonator seria, de unde și numele de muzică serială.
Seria constă dintr-o succesiune de 4, 6, 8, 12 sunete de diferite înălțimi ce se consideră celula generatoare sau tema compoziției care poate fi tratată după tehnica augmentării, diminuării și a recurenței. Este oprită din cadrul seriei sublinierea într-un anumit fel a vreunuia dintre sunetele componente ale acestora. De aceea nu se poate reveni la un sunet al seriei înaintea desfășurării și epuizării întregii serii. Intervalele folosite cu precădere în melodiile dodecafonice sunt cele disonante, în special cele de secundă, septimă, nonă și așa mai departe, cu salturi neobișnuite și dificile.
Gruparea în serii a celor douăsprezece semitonuri ale gamei cromatice temperate și prelucrarea acestora conform unor procedee constructiviste, riguros aplicate, amintește de tehnici ale Renașterii barocului muzical.
Dodecafonia nu a avut răsunetul dorit, în ciuda unor acțiuni foarte dârze și puternic sprijinite de finanța vremii. Cu toată reclama zgomotoasă, făcută de cercurile din Köln, Viena, Berlin, Paris, Roma, ea nu s-a impus ca sistem, menit să-l înlocuiască pe cel tradițional.